# Gōdo-juku

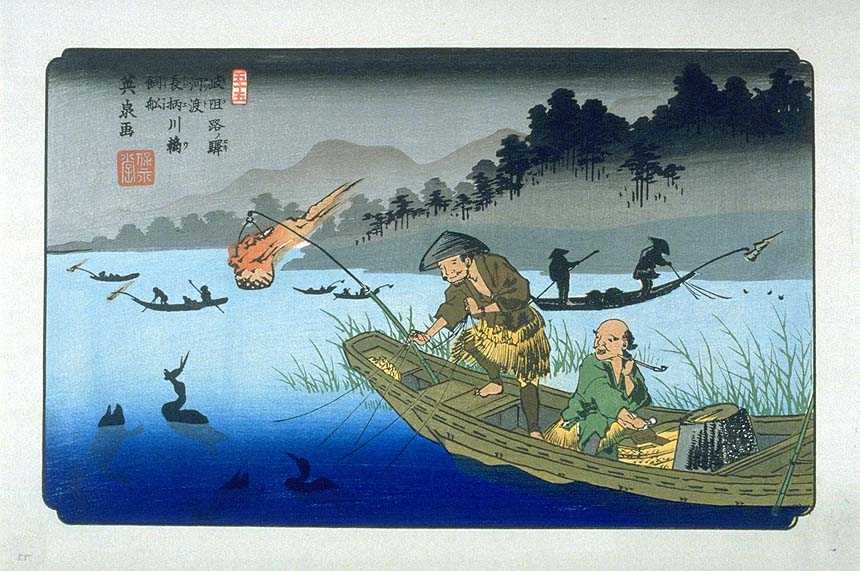
Gōdo-juku, estampe de Keisai Eisen de la série Les Soixante-neuf Stations du Kiso Kaidō.

Gōdo-juku (河渡宿, Gōdo-juku) était la cinquante-quatrième des soixante-neuf stations du Nakasendō. Elle est à présent située dans la ville moderne de Gifu, préfecture de Gifu au Japon. Gōdo-juku était une station florissante car elle se trouvait au bord de la rivière Nagara et qu'il y avait un service de transbordeur vers l'autre rive.

## Stations voisines
Nakasendō
Kanō-juku – Gōdo-juku – Mieji-juku